# Cartea lui Mormon

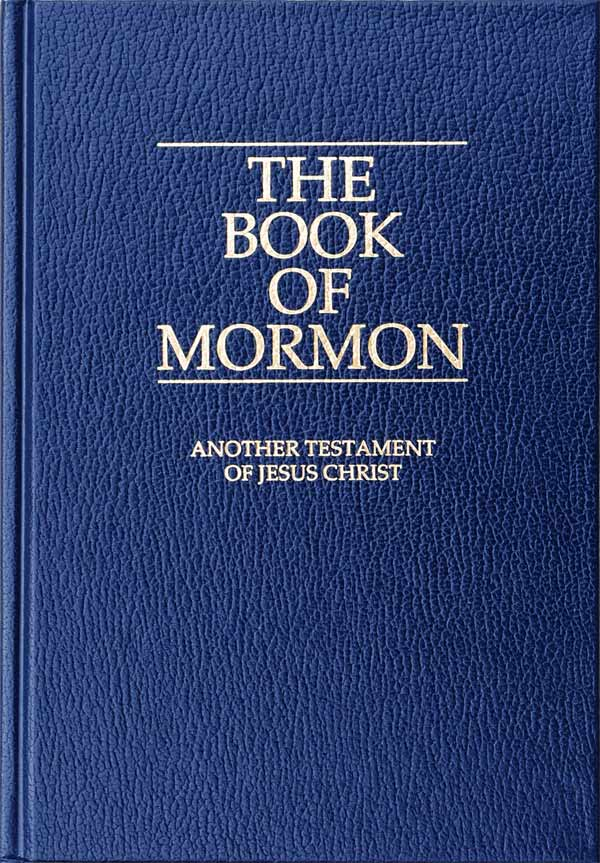
Cartea lui Mormon

Cartea lui Mormon (în limba engleză The Book of Mormon) este cel mai important text sacru al Bisericii lui Isus Hristos a Sfinților din Zilele din Urmă, cunoscută popular ca Biserica Mormonă. A fost publicată pentru prima dată în martie 1830 de către autointitulatul profet Joseph Smith, Jr. cu titlul Cartea lui Mormon: O Istorisire Scrisă de Mâna lui Mormon pe baza Plăcilor Luate din Plăcile lui Nephi.

Conform relatării lui Smith și de asemenea conform istorisirii cărții, Cartea lui Mormon a fost scrisă în original în caractere necunoscute, numite "Egipteană reformată" gravată pe plăci din aur. Smith a spus că a primit aceste plăci în 1827 de la un înger numit Moroni, pe care Smith l-a identificat ca fiind un American indigen reînviat care a scris și rezumat părți ale cărții timp de un mileniu, înainte de întâlnire. Conform lui Smith, Moroni a îngropat plăcile într-o cutie de piatră, împreună cu alte artefacte, într-un deal lângă casa lui Smith din Manchester, New York.

Cartea lui Mormon este prima din publicațiile definitorii ale Mișcării Sfinților din Zilele din Urmă. Bisericile Mișcării consideră Cartea lui Mormon nu doar o scriptură, ci și o istorisire a intervențiilor lui Dumnezeu asupra vechilor locuitori ai Americilor, scrisă fiind de profeți americani începând cu anii 2500 î.Hr și până în 400 d.Hr.

Cartea lui Mormon e împărțită în cărți mai mici, intitulate după numele persoanelor considerate autori și în cele mai multe versiuni, împărțită în capitole și versete. Este scrisă în engleză, foarte apropiată de stilul englez modern regăsit și în versiunea Regelui James a Bibliei și a fost total sau parțial tradusă în 108 limbi. Cartea lui Mormon are câteva discuții doctrinale originale și distincte asupra unor subiecte cum ar fi căderea lui Adam și a Evei, natura ispășirii, escatologie, salvarea de la moartea fizică și spirituală și organizarea Bisericii din zilele din urmă.

### Originea

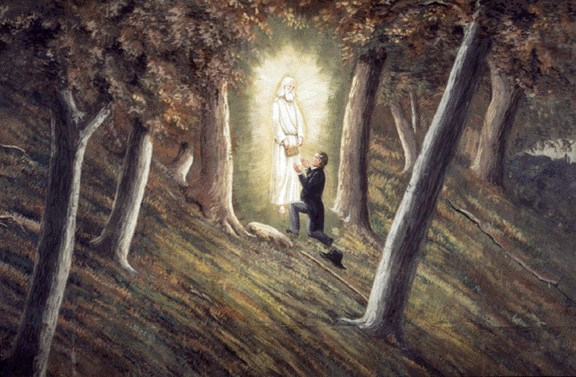
Momentul când Joseph Smith primește de la îngerul Moroni plăcile

Joseph Smith Jr. a spus că atunci când avea șaptesprezece ani un înger al lui Dumnezeu, numit Moroni, i-a apărut și i-a spus că o colecție de scrieri vechi, gravate pe plăci de aur de profeți din vechime, a fost îngropată într-un deal din Comitatul Wayne, New York. Scrierile descriau un popor pe care Dumnezeu l-a condus din Ierusalim pâna în Emisfera Vestică cu 600 de ani înainte de nașterea lui Isus. Conform narațiunii, Moroni a fost ultimul profet dintre acești oameni și a îngropat scrierile, pe care Dumnezeu a promis să le dezvăluie din nou în zilele din urmă. Smith a susținut că a fost instruit de Moroni să se întâlnească lângă deal, anual, pe 22 septembrie pentru a primi instrucțiuni în continuare și la patru ani de la vizita inițială, în 1827, i s-a permis să ia plăcile și i s-a poruncit să le traducă în engleză. Prima descriere a plăcilor publicată de Smith afirma că plăcile "par a fi din aur" și au fost descrise de Martin Harris, unul din primii scribi ai lui Smith, ca fiind "prinse împreună în formă de carte cu fire". Smith a denumit scrierea gravată pe plăci "egipteană reformată". O porțiune din textul de pe plăci a fost de asemenea "sigilat" conform istorisirii sale, din această cauză conținutul său nu a fost inclus în Cartea lui Mormon. Adițional relatării lui Smith, alte unsprezece persoane au semnat declarații  că au văzut și atins plăcile din aur. Mărturiile lor scrise sunt cunoscute drept Mărturiile celor Trei Martori și Mărturiile celor Opt Martori. Aceste declarații sunt publicate ca parte a paginilor introductive ale Carții lui Mormon. Smith a beneficiat de ajutorul vecinului său Martin Harris (unul din cei Trei martori), care mai târziu și-a ipotecat ferma pentru a susține tipărirea Cărții lui Mormon, ca și scrib în timpul muncii inițiale asupra textului. În 1828, Harris, convins de soția sa, Lucy Harris, i-a cerut în mod repetat lui Smith să îi împrumute paginile traduse până la acel moment. Smith s-a lăsat cu greu convins. Se crede că Lucy Harris a furat primele 116 pagini. După pierdere, Smith a declarat că și-a pierdut abilitatea de a traduce și că Moroni i-a luat plăcile și i le va înapoia doar după ce Smith va arăta pocăință. Smith a declarat mai târziu că Dumnezeu i-a permis să reia traducerea, dar a declarat că a început să traducă o altă parte a plăcilor. În 1829, cu ajutorul lui Oliver Cowdery, munca asupra Cărții lui Mormon a reînceput și a fost finalizată într-o perioadă remarcabil de scurtă (aprilie-iunie 1829). Smith a zis că i-a returnat plăcile lui Moroni după publicarea cărții. Criticii Cărții lui Mormon susțin că această carte a fost creată de Smith și că porțiuni din ea au fost plagiate din diferite lucrări ce îi erau disponibile lui Smith, de la Biblie(Regele James), Minunile naturii și până la un manuscris nepublicat scris de Solomon Spalding. Pentru câțiva adepți ai Mișcării Sfinților din Zilele din Urmă, probleme nerezolvate privitoare la autenticitatea istorică a cărții și lipsa de dovezi arheologice evidente, a dus la poziția de compromis că Cartea lui Mormon este creația lui Joseph Smith, dar că a fost creată, fără îndoială, cu inspirație divină. Poziția oficială a Bisericii lui Isus Hristos a Sfinților din Zilele din Urmă și a celor mai multe din facțiunile SZU este că această carte reprezintă o istorisire exactă a unor întâmplări reale petrecute în istoria îndepărtată.

## Conținut

### Titlul
Smith a declarat că pagina titlu și probabil titlul ediției din 1830 au originea în ultima foaie a plăcilor de aur și a fost scrisă de profetul-istoric Moroni. Pagina titlu spune că scopul cărții lui Mormon este "de a arăta rămășițelor casei lui Israel ce lucruri mărețe a făcut Domnul pentru tații lor... și de asemenea pentru convingerea evreilor și a neamurilor că Isus este Hristos, Dumnezeu Etern, arătat tuturor popoarelor."

### Organizarea Cărții
Cartea lui Mormon este organizată ca o compilație de cărți mai mici, fiecare din ele fiind denumită după naratorul principal sau după un lider important, începând cu Prima Carte a lui Nephi (1 Nephi) și terminând cu Cartea lui Moroni. Cursul povestirii este în principal cronologic și este bazat pe conținutul narativ al cărții. Excepțiile cuprind Cuvintele lui Mormon și Cartea lui Ether. Cuvintele lui Mormon conțin comentariu editorial făcut de către Mormon. Cartea lui Ether este prezentată ca o povestire a unui grup timpuriu care a ajuns în America înainte de migrația descrisă în 1 Nephi. 1 Nephi, prin cuvintele lui Omni, este scrisă la persoana întâi, la fel fiind scrise și Mormon și Moroni.
Cele mai multe ediții moderne sunt împărțite în capitole și versete. Cele mai multe ediții conțin materiale suplimentare, cum ar fi Mărturia celor Trei Martori și Mărturia celor Opt Martori, care sunt declarații ale oamenilor care au văzut plăcile de aur și pot confirma existența lor.

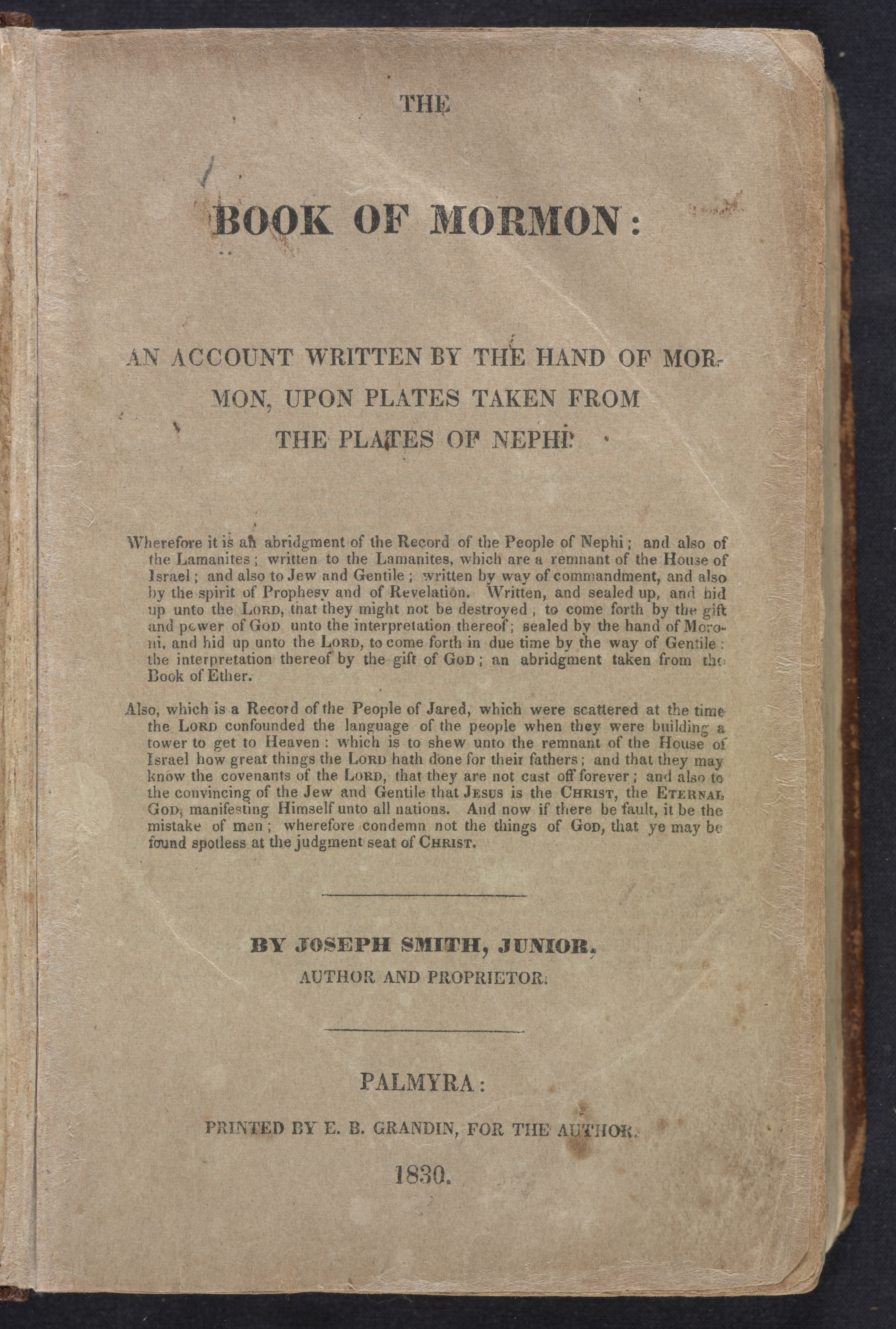
Pagina de început a ediției originale din 1830 scrisă de Joseph Smith Jr. (Imagine din Biblioteca Congresului S.U.A.)

### Cronologie

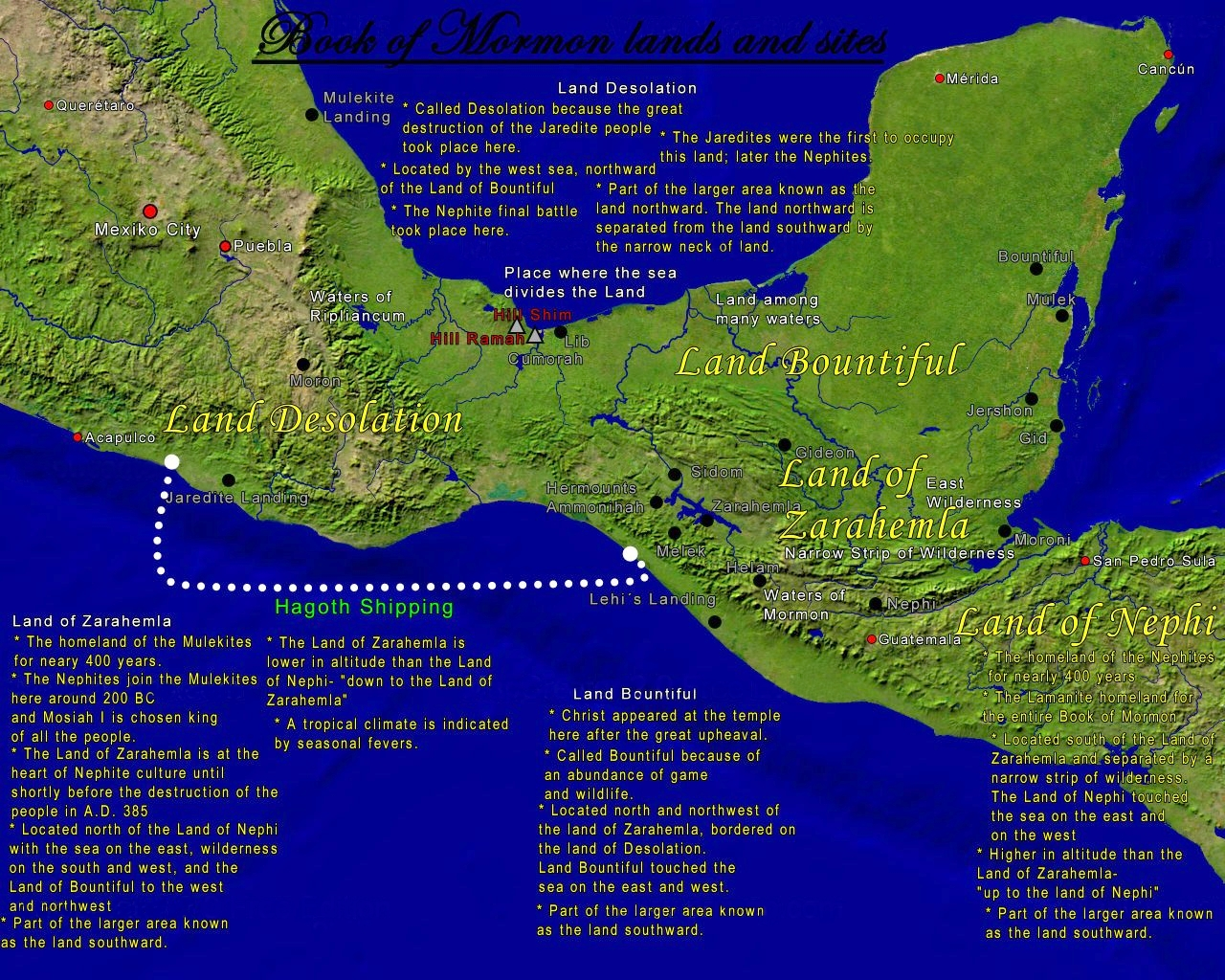
Cartea lui Mormon apoi către pământul promis, America

Cărțile de la 1 Nephi la Omni sunt descrise ca fiind "de pe plăcile mici ale lui Nephi". Această relatare începe în Ierusalim în jurul anului 600 î.Hr. Spune povestea unui om numit Lehi, a familiei sale și a câtorva alții, ce sunt conduși din Ierusalim cu puțin înainte de căderea acestui oraș în mâinile babilonienilor în 586 î.Hr. Cartea descrie calatoria peste Peninsula Arabiei și apoi către pământul promis, America, pe barcă. Aceste cărți relatează întâmplările grupului din 600 î.Hr și până în 130 î.Hr, timp în care comunitatea a crescut și s-a despărțit în două grupuri, Nefiții și Lamaniții, care se războiau frecvent unul cu celălalt. 
După această secțiune urmează Cuvintele lui Mormon. Această cartea mică, presupus scrisă de Mormon în anul 385 d.Hr, este o scurtă introducere la cărțile lui Mosiah, Alma, Helaman, 3 Nefi și 4 Nefi. Aceste cărți sunt descrise ca fiind niște rezumate ale unei mari cantități de scrieri denumite "plăcile mari ale lui Nefi" care detaliau viața oamenilor de la Omni pâna la Mormon. Cartea 3 Nefi este de o importanță deosebită în Cartea lui Mormon pentru că conține o istorisire a unei vizite a lui Isus pe pamântul Americilor, cândva după Învierea și Înalțarea Sa. Textul spune că în timpul acestei vizite americane, a repetat multe din învățăturile găsite în Evangheliile din Biblie și că a pus bazele unei societăți pacifiste și iluminate timp de câteva generații, dar care s-a rupt în câteva facțiuni ce au reînceput să se razboiască.

## Critici
Pe măsură ce arheologia a devenit mai profesionalizată și mai fiabilă, a devenit clar că unele dintre plantele, animalele și artefactele menționate în treacăt nu își aveau locul în America precolumbiană, inclusiv cai, vite, măgari, capre, porci, elefanți, grâu, mătase, fier, oțel, alamă și care de luptă. Mai recent, studiile ADN nu au reușit să găsească legături între nativii americani și popoarele din Orientul Apropiat și niciun lingvist non-mormon nu a recunoscut vreun contact direct între limbile Lumii Noi și cele ale Lumii Vechi. [...] Nu există rapoarte autentificate despre situri precolumbiene din Lumea Nouă care să prezinte vreo dovadă a influenței Lumii Vechi sub formă de ceramică, unelte, arme, inscripții sau produse agricole.— Grant Hardy (2023)
Cartea lui Mormon urmează, în general, îndeaproape Biblia Regelui James, chiar și atunci când traduce greșit sau se bazează pe manuscrise ebraice sau grecești deficitare.— Grant Hardy (2023)